# Germany’s Next Topmodel/Staffel 6

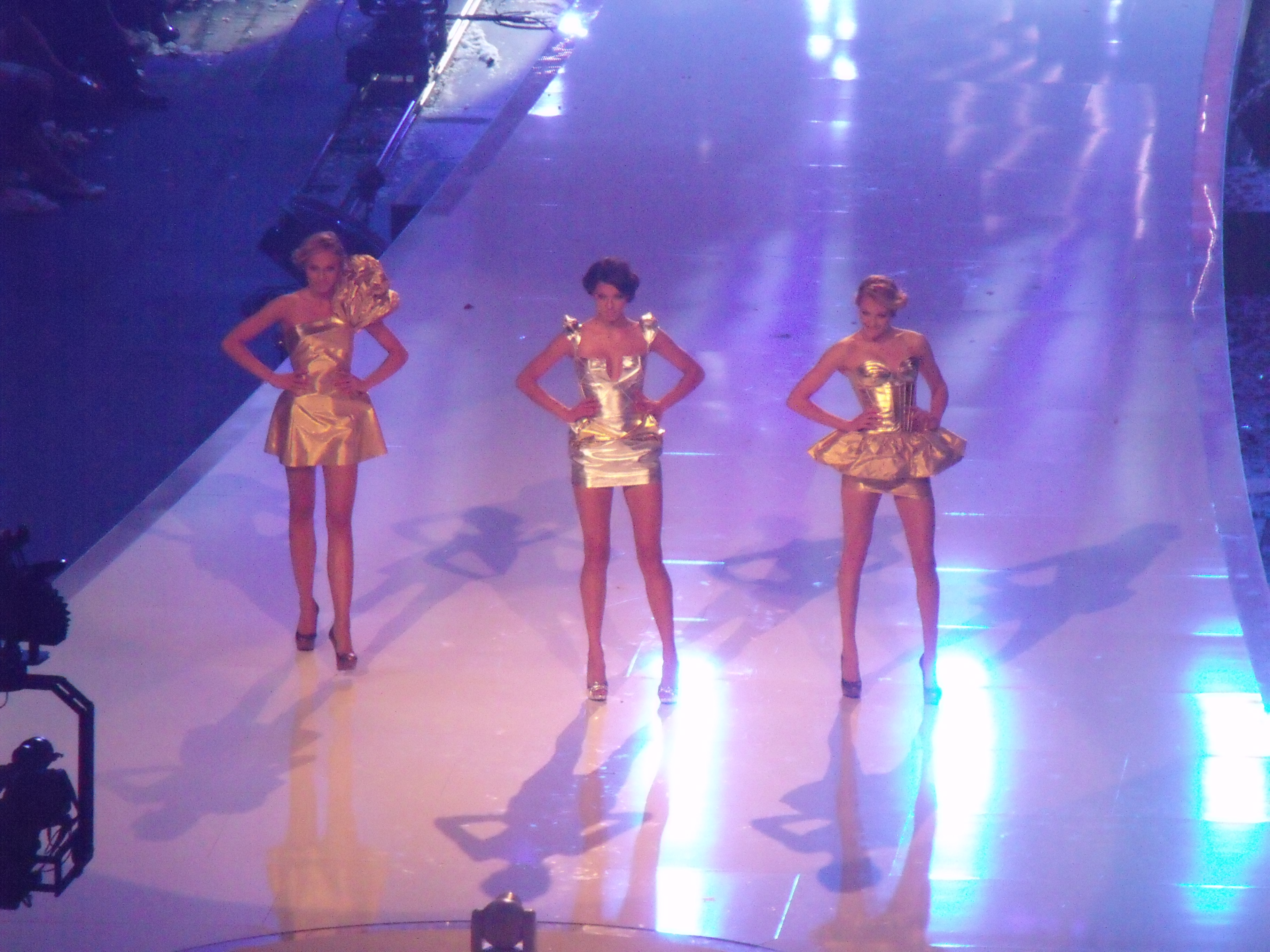
Im Finale 2011: Jana Beller, Rebecca Mir und Amelie Klever

Die sechste Staffel der deutschen Castingshow Germany’s Next Topmodel wurde zwischen dem 3. März und dem 9. Juni 2011 auf dem Privatsender ProSieben ausgestrahlt. Als Siegerin wurde Jana Beller gekürt, Zweite wurde Rebecca Mir vor Amelie Klever.

## Übersicht
Die Castings für die sechste Staffel fanden im Oktober 2010 in 21 deutschen Städten statt. Schriftliche Bewerbungen waren nicht möglich. 13.374 junge Frauen stellten sich vor. Mit Creative-Director Thomas Hayo und Designer Thomas Rath wählte Heidi Klum abermals neue Mitjuroren. Catwalk-Trainer war wieder Jorge Gonzalez, Titelsong Girls Beautiful von Bullmeister. Am 3. März 2011 wurde die erste von 16 Folgen ausgestrahlt. Von 50 Kandidatinnen, die bereits vor Staffelbeginn auf der Homepage von ProSieben präsentiert wurden, schied die Hälfte für die zweite Folge aus. In die USA flogen zu Beginn der vierten Folge 20 Bewerberinnen. Am 17. Februar 2011 war eine bei Los Angeles befindliche Villa, die als Unterkunft für die Kandidatinnen neu errichtet worden war, fast vollständig ausgebrannt. Die Produktion organisierte daraufhin eine neue Villa. Drehorte waren: Schladming, London, Los Angeles, die Wüste von Nevada, Las Vegas, Venice Beach, São Paulo, Rio de Janeiro, die Bahamas und Köln.
Das Finale am 9. Juni 2011 fand zum dritten Mal in Folge in der Kölner Lanxess Arena statt. Als Liveact traten Lady Gaga, Keri Hilson und Caro Emerald auf. Siegerin wurde Jana Beller. Wie auch die Vorjahressiegerin klagte sich Beller aus den Verträgen mit ONEeins. Sie steht mittlerweile bei Louisa Models unter Vertrag.
Rebecca Mir, die Zweitplatzierte, ist seit Juli 2012 für das Format Taff als Moderatorin tätig und nahm im gleichen Jahr an der fünften Staffel von Let’s Dance teil und belegte auch hier den zweiten Platz. Die Drittplatzierte Amelie Klever steht mittlerweile bei der Agentur Two Flies Management unter Vertrag.

## Teilnehmerinnen
| Finalistinnen der 6. Staffel *                            | Finalistinnen der 6. Staffel * | Finalistinnen der 6. Staffel * | Finalistinnen der 6. Staffel * | Finalistinnen der 6. Staffel *   |
| Teilnehmerin                                              | Platz                          | Alter                          | Wohnort                        | Beruf                            |
| --------------------------------------------------------- | ------------------------------ | ------------------------------ | ------------------------------ | -------------------------------- |
| Jana Beller                                               | 1                              | 20                             | Haltern am See-Lippramsdorf    | Schülerin                        |
| Rebecca Mir                                               | 2                              | 19                             | Monschau-Imgenbroich           | Abiturientin                     |
| Amelie Klever                                             | 3                              | 16                             | Hilden                         | Schülerin                        |
| 0 Endrundenteilnehmerinnen der 6. Staffel *               |                                |                                |                                |                                  |
| Teilnehmerin                                              | Platz                          | Alter                          | Wohnort                        | Beruf                            |
| Anna-Lena Schubert                                        | 4                              | 20                             | Erding                         | Auszubildende (Kosmetikerin)     |
| Aleksandra Nagel                                          | 4                              | 21                             | Emstek                         | Auszubildende (Krankenschwester) |
| Sihe Jiang                                                | 6                              | 18                             | Bremen                         | Schülerin                        |
| Lisa-Maria Könnecke                                       | 7                              | 16                             | Brackenheim-Botenheim          | Schülerin                        |
| Marie-Luise Schäfer                                       | 8                              | 21                             | Gerstungen                     | Auszubildende (Ergotherapeutin)  |
| Jil Goetz                                                 | 9                              | 16                             | Tamm                           | Schülerin                        |
| Joana Damek**                                             | 10                             | 20                             | Augsburg                       |                                  |
| Sarah Jülich                                              | 11                             | 19                             | Köln                           | Abiturientin                     |
| Isabel Rath                                               | 11                             | 23                             | Mannheim                       | Studentin                        |
| Florence Lodevic                                          | 13                             | 22                             | Mamer-Capellen / Luxemburg     |                                  |
| Paulina Kaluza                                            | 14                             | 18                             | Bremen                         | Schülerin                        |
| Natascha Beil                                             | 14                             | 20                             | Freigericht-Somborn            | Auszubildende (Friseurin)        |
| Tahnee Keller                                             | 16                             | 20                             | Stuttgart                      | Schülerin                        |
| Simone Rohrmüller                                         | 17                             | 18                             | Schönthal-Thurau               | Schülerin                        |
| Franziska König                                           | 18                             | 18                             | Potsdam                        | Schülerin                        |
| Amira Regaieg                                             | 19                             | 20                             | Feilitzsch-Zedtwitz            | Schülerin                        |
| Christien Fleischhauer                                    | 20                             | 22                             | Fredersdorf-Vogelsdorf         | Studentin                        |
| Ivon Zito                                                 | 21                             | 18                             | Stuttgart                      |                                  |
| Concetta Mazza                                            | 22                             | 18                             | Böblingen                      |                                  |
| Valerie Blum**                                            | 23                             | 20                             | Gladbeck                       |                                  |
| Lilia Doubrovina                                          | 24                             | 16                             | Stuttgart                      |                                  |
| Chiara Isabell Breder                                     | 24                             | 16                             | Kamen                          |                                  |
| * Stand der Angaben zu den Teilnehmerinnen: Staffelbeginn |                                |                                |                                |                                  |
| ** Freiwillig ausgestiegen                                |                                |                                |                                |                                  |

## Einschaltquoten
| Folgen | Zeitraum               | Sendeplatz            | Zuschauer        | Zuschauer     | Marktanteil      | Marktanteil   | Quelle |
| Folgen | Zeitraum               | Sendeplatz            | Durchschnittlich | 14 – 49 Jahre | Durchschnittlich | 14 – 49 Jahre | Quelle |
| ------ | ---------------------- | --------------------- | ---------------- | ------------- | ---------------- | ------------- | ------ |
| 17     | 3. März – 9. Juni 2011 | Donnerstag, 20:15 Uhr | 3,08 Mio.        | 2,27 Mio.     | 10,3 %           | 18,9 %        | [ 12 ] |